# Александро-Невский собор (Кобрин)
Александро-Невский собор (бел. Свята-Аляксандра-Неўскі сабор) — православный храм в городе Кобрине Брестской области, второй кафедральный собор Брестской епархии Белорусской православной церкви. Относится к Кобринскому благочинию.
Настоятель — протоиерей Сергий Утрата.

## История
Воздвигнут в 1864—1868 годах на месте братской могилы русских солдат в память о победах Русской армии в Отечественной войне 1812 года. Сражение под Кобрином было первой и разгромной победой русской армии над войсками Наполеона в 1812 году. На соборе установлена мемориальная доска: «…в честь победы русских войск 1812 года». Собор освящён в честь святого благоверного князя Александра Невского — небесного покровителя русского государя Александра II — в знак благодарности за отмену крепостного права.
В 1912—1913 годах рядом с собором был сооружён памятник «русским воинам одержавшим первую победу над войсками Наполеона в пределах России 15 июля 1812 года». Создан он был на пожертвования жителей Гродненщины, а также солдат и офицеров дислоцировавшихся в окрестностях города полков.
В советские годы храм был закрыт. Возвращён православной общине в 1989 году, заново освящён 12 сентября 1990 года.

## Архитектура
Памятник архитектуры позднего классицизма с чертами русского стиля. Основной объем крестово-центрический, завершен мощным восьмеричным барабаном, а в последние годы — живописным 5-купольем на шатрах. К планировочному кресту присоединяются длительный притвор с угловыми приделами и прямоугольная апсида с боковыми небольшими квадратными ризницами.
Для фасадов характерна сдержанная пластика. Они завершены треугольными фронтонами, крепированы угловыми лопатками и прямоугольными панелями, опоясаны фризами из ширинок, прорезаны арочными оконными проемами, окаймленными архивольтами. Стены главного фасада, алтарной части и торцовых частей трансепта завершены треугольными фронтонами.
Главный вход оформлен накладным мощным порталом, выделенным накладным недействительным портиком с лучковым фронтоном, опирающимся на две плоские пилястры. Над дверным прямоугольным проемом-большое полуциркульное окно.

### Интерьер
В интерьере огромный освещенный объем притвора соединен с трапезной широким проемом. Центральная часть раскрыта арочными проемами в трапезную, боковые нефы и алтарную часть. Средостопие перекрыто куполом на парусах, остальные помещения-цилиндрическими сводами на распалубках.
В соборе была местночтимая икона «Богоматерь», перенесенная из древней Кобринской Свято-Пречистенской церкви.